# روتانا جت
روتانا جت (بالإنجليزية: Rotana Jet) هي شركةُ طيران يقع مقرها الرئيسي في مطار البطين، أبوظبي. كانت الشركة تُشغّل رحلات طيران عارض، ثم وسّعت نطاق عملياتها لتشمل الرحلات المنتظمة إلى جزيرة صير بني ياس في بداية يونيو 2012، غير أنها علّقتها في عام 2017. أصبحت من خلال رحلاتها إلى الفجيرة، أول شركة طيران داخلية تربُط بين إمارتين، وفي 6 أبريل 2014، أعلنت الشركة عن كولومبو وسريلانكا كأول وجهتين دوليتين لها خارج منطقة مجلس التعاون لدول الخليج العربية.